# استن هیلاری
استن هیلاری (انگلیسی: Stan Duff;  ۱۹۱۹– ۹ سپتامبر ۱۹۴۱) بازیکن فوتبال اهل انگلستان بود.
وی همچنین در تیم ملی فوتبال آماتور انگلستان بازی کرده‌است.